# Dicarnosis hofferi
Dicarnosis hofferi är en stekelart som beskrevs av Trjapitzin 1965. Dicarnosis hofferi ingår i släktet Dicarnosis och familjen sköldlussteklar.
Artens utbredningsområde är:
- Tjeckien.
- Mongoliet.

Inga underarter finns listade i Catalogue of Life.